# Thomas Kretschmann
Thomas Kretschmann (n. 8 septembrie 1962, Dessau, Halle District⁠(d), RDG) este un actor german. Printre rolurile sale notabile de film se numără locotenentul Hans von Witzland în Stalingrad (1993), Hauptmann Wilm Hosenfeld în Pianistul (2002), Hermann Fegelein în Ultimele zile ale lui Hitler (2004), maiorul Timothy Cain în Resident Evil 2: Ultimul război (2005), căpitanul Englehorn în King Kong (2005), maiorul Otto Remer în Operațiunea Valkyrie (2008), vocea profesorului  Z în Mașini 2 (2011), Hauptmann Peter Kahn în Stalingrad (2013) sau jurnalistul Jürgen Hinzpeter în Taximetrist (2017). A mai interpretat rolul baronului Wolfgang von Strucker în Căpitanul America: Războinicul iernii (2014) și Răzbunătorii: Sub semnul lui Ultron (2015).

## Filmografie
| An   | Film                                                          | Rol                               | Limba             | Note |
| ---- | ------------------------------------------------------------- | --------------------------------- | ----------------- | --- |
| 1989 | Der Mitwisser                                                 | Paul                              | germană           | Film TV Premiul Max Ophüls pentru cel mai bun actor tânăr                                                                  |
| 1992 | Shining Through                                               | Man At Zurich Station             | engleză           | |
| 1992 | The Warrior's Heart                                           | Lieutenant Maximillian Luedt      | norvegiană        | |
| 1993 | Stalingrad                                                    | Leutnant Hans Von Witzland        | germană           | |
| 1993 | Die Ratte                                                     | Sven                              | germană           | |
| 1994 | La Reine Margot                                               | Nançay                            | franceză          | |
| 1995 | Derrick, sezonul 22, Episodul 4: Teestunde mit einer Mörderin | The Husband of The Murderess      | germană           | serial TV |
| 1996 | The Stendhal Syndrome                                         | Alfredo Grossi                    | italiană          | |
| 1996 | Marching in Darkness (Marciando nel buio)                     | Gianni Tricarico                  | italiană          | |
| 1997 | Prince Valiant                                                | Thagnar                           | engleză           | |
| 1999 | Biblia - Estera, regina Persiei                               | Regele Ahasuerus al Persiei       | engleză           | Film TV |
| 1999 | Der Solist                                                    | Philip Lanart                     | germană           | Serial TV, 4 episoade 1999–2003                                                                                            |
| 2000 | U-571                                                         | Kapitänleutnant Günther Wassner   | engleză           | |
| 2001 | Hostile Takeover                                              | Robert Fernau                     | germană           | |
| 2001 | The Knights of the Quest                                      | Vanni Delle Rondini               | engleză           | |
| 2002 | Blade II                                                      | Eli Damaskinos                    | engleză           | |
| 2002 | Pianistul                                                     | Hauptmann Wilm Hosenfeld          | engleză           | |
| 2003 | 24                                                            | Max                               | engleză           | episoade: "Day 2: 6:00 a.m.–7:00 a.m." & "Day 2: 7:00 a.m.–8:00 a.m."                                                      |
| 2004 | In Enemy Hands                                                | First Watch Officer Ludwig Cremer | engleză           | |
| 2004 | Immortal                                                      | Nikopol                           | franceză          | |
| 2004 | Downfall                                                      | SS-Gruppenführer Hermann Fegelein | germană           | |
| 2004 | Resident Evil: Apocalypse                                     | Major Timothy Cain                | engleză           | |
| 2004 | The Karate Dog                                                | Gerber                            | engleză           | Film TV |
| 2004 | Head in the Clouds                                            | Major Franz Bietrich              | engleză           | |
| 2004 | Frankenstein                                                  | Dr. Victor Helios                 | engleză           | Film TV |
| 2005 | Schneeland                                                    | Aron                              | germană           | |
| 2005 | Have No Fear: The Life of Pope John Paul II                   | Pope John Paul II                 | engleză           | Miniserial |
| 2005 | King Kong                                                     | Captain Englehorn                 | engleză           | Joc video |
| 2005 | King Kong                                                     | Captain Englehorn                 | engleză           | |
| 2006 | Grimm Love                                                    | Oliver Hartwin                    | engleză           | Cel mai bun actor, Sitges 2006 (împărțit cu Thomas Huber) Cel mai bun actor, PiFan 2007 (împărțit cu colegul Thomas Huber) |
| 2006 | The Celestine Prophecy                                        | Wil                               | engleză           | |
| 2006 | 24: The Game                                                  | Max                               | engleză           | Joc video |
| 2007 | Next                                                          | Mr. Smith                         | engleză           | |
| 2007 | In Transit                                                    | Max                               | engleză           | |
| 2007 | Eichmann                                                      | Adolf Eichmann                    | engleză           | |
| 2007 | Bionic Woman                                                  | The Man                           | engleză           | Serial TV (episodul 1) |
| 2007 | Why Men Don't Listen and Women Can't Read Maps                | Paul                              | germană           | |
| 2008 | Wanted                                                        | Cross                             | engleză           | |
| 2008 | Transsiberian                                                 | Kolzak                            | engleză           | |
| 2008 | Mogadischu                                                    | Captain Jürgen Schumann           | germană           | Film TV |
| 2008 | Der Seewolf                                                   | Captain Wolf Larsen               | germană           | Film TV |
| 2008 | Valkyrie                                                      | Otto Ernst Remer                  | engleză           | |
| 2009 | The Young Victoria                                            | King Leopold I of Belgium         | engleză           | |
| 2009 | King Conqueror                                                | Archbishop of Tarragona           | engleză           | |
| 2009 | Wanted: Weapons of Fate                                       | Cross                             | engleză           | Joc video |
| 2009 | FlashForward                                                  | Stefan Krieger                    | engleză           | Serial TV |
| 2011 | Cars 2                                                        | Professor Zündapp                 | engleză germană   | Voce |
| 2011 | The Sinking of the Laconia                                    | Admiral Dönitz                    | engleză germană   | Film TV – BBC Productions                                                                                                  |
| 2011 | Jungle Child                                                  | Klaus Kuegler                     | germană           | |
| 2011 | The Cape                                                      | Gregor The Great                  | engleză           | Serial TV |
| 2011 | Hostel: Part III                                              | Flemming                          | engleză           | Direct-pe-DVD |
| 2011 | What a Man                                                    | Jens                              | germană           | |
| 2012 | Dracula 3D                                                    | Dracula                           | engleză           | |
| 2012 | The River                                                     | Captain Kurt Brynildson           | engleză           | Serial TV |
| 2013 | Dracula                                                       | Abraham Van Helsing               | engleză           | Serial TV |
| 2013 | Stalingrad                                                    | Peter Kahn                        | rusă, germană     | |
| 2013 | Open Grave                                                    | Lukas                             | engleză           | |
| 2013 | The Galapagos Affair: Satan Came to Eden                      | Friedrich Ritter                  | engleză           | Narațiune/voce |
| 2014 | Plastic                                                       | Marcel                            | engleză           | |
| 2014 | United Passions                                               | Horst Dassler                     | engleză           | |
| 2014 | Captain America: The Winter Soldier                           | Baron Wolfgang von Strucker       | engleză           | cameo |
| 2015 | Avengers: Age of Ultron                                       | Baron Wolfgang von Strucker       | engleză           | |
| 2015 | Hitman: Agent 47                                              | Le Clerq                          | engleză           | |
| 2015 | Spectre                                                       | Hannes Oberhauser                 | engleză           | numai fotografie |
| 2016 | Whiskey Tango Foxtrot                                         | Airplane Passenger                | engleză           | |
| 2016 | Central Intelligence                                          | The Buyer                         | engleză           | |
| 2016 | Stratton                                                      | Grigory Barovsky                  | engleză           | |
| 2016 | Discarnate                                                    |                                   | engleză           | |
| 2017 | The Blue Mauritius                                            | Holtz                             | engleză           | |
| 2017 | The Saint                                                     | Rayt Marius                       | engleză           | |
| 2017 | Jungle                                                        | Karl                              | engleză           | |
| 2017 | A Taxi Driver                                                 | Jürgen Hinzpeter / Peter          | coreeană, germană | |
| 2017 | Berlin Station                                                | Otto Ganz                         | engleză           | serial TV |
| 2018 | Ballon                                                        | Oberstleutnant Seidel             | germană           | |
| 2019 | Dragged Across Concrete                                       | Lorentz Vogelmann                 | engleză           | |
| 2020 | Waiting for Anya                                              | Nazi Corporal                     | germană           | |
| 2020 | Westworld                                                     | Gerald                            | engleză           | serial TV |
| 2020 | Das Boot                                                      | Friedrich Berger                  | germană           | serial TV |
| 2020 | Penny Dreadfull: City of angels                               | Hoss                              | engleză           | serial TV |
| 2020 | Greyhound                                                     | Captain of The U-Boat Grey Wolf   | engleză           | |
| 2021 | American Traitor: The Trial of Axis Sally                     | Joseph Goebbels                   | engleză           | |
| 2021 | Biohackers                                                    | Baron Von Fürstenberg             | germană           | serial TV, sezonul 2 |
| 2023 | Al cincilea film Indiana Jones fără titlu                     |                                   | engleză           | |